# Troy Terry
Troy Nathan Terry (ur. 10 września 1997 w Denver, Stany Zjednoczone) – hokeista amerykański, gracz ligi NHL, reprezentant Stanów Zjednoczonych.

## Kariera klubowa
- University of Denver (2015 - 27.03.2018)
- Anaheim Ducks (27.03.2018 - 
  -  San Diego Gulls (2018 -

## Kariera reprezentacyjna
- Reprezentant USA na MŚJ U-18 w 2015
- Reprezentant USA na MŚJ U-20 w 2017
- Reprezentant USA na Igrzyskach Olimpijskich w 2018

## Sukcesy
Reprezentacyjne
- Złoty medal z reprezentacją USA na MŚJ U-18 w 2015
- Złoty medal z reprezentacją USA na MŚJ U-20 w 2017